# Doris Quarella
Doris Quarella (* 28. April 1944 in Romanshorn, Schweiz; † 12. Oktober 1998 in Zumikon) war eine Schweizer Fotografin.

## Leben
Quarella, 1944 in Romanshorn geboren, absolvierte eine Ausbildung zur Fotografin in der Fachklasse für Fotografie an der Kunstgewerbe-Schule in Zürich. Sie hatte eine Stelle als Dozentin an der Bath Academy of Arts zwischen 1969 und 1970 inne. Quaralla tat sich mit Reportagen hervor, beispielsweise über Theater und Künstler in der Tschechoslowakei und Polen 1967, sowie durch eine eigene Ateliertätigkeit.
Doris Quarella verstarb am 12. Oktober 1998 im Alter von 54 Jahren.
Sie bekam postum im Jahr 2001 einen Preis für „das schönste Buch der Schweiz“ für ihr Gesamtwerk.

## Einzelausstellungen
- 1978, Schweizer Stiftung für die Fotografie, alle sind schön
- 1979, Flüelen, hier, jetzt oder nirgendwo. Urner Bildnisse
- 1982, Kunsthaus des Kantons Thurgau
- Diverse weitere Einzelausstellungen.

## Bücher
- 1978, Schön sind alle
- 1979, Hier, jetzt oder nirgendwo
- 1986, Frauen ganz oben
- 1988, Von Angesicht zu Angesicht: Fotoporträts
- 1989, Portraits
- 2001, Postum. 1944-1998 Fotografien